# Würzweiler
Würzweiler là một đô thị thuộc thuộc huyện Donnersberg, Đức. Đô thị Würzweiler có diện tích km², dân số thời điểm ngày 31 tháng 12 năm 2006 là 205 người.